# 布雷滕费尔德阿姆坦嫩里格尔
布雷滕费尔德阿姆坦嫩里格尔是奥地利施蒂利亚州莱布尼茨县的一个市镇。总面积4.41平方公里，总人口204人，人口密度46.3人/平方公里（2005年）。